# Chantz Sawyers
Chantz Sawyers (6 de junio de 1999) es un deportista de Jamaica que compite en atletismo. Ganó una medalla de bronce en el Campeonato Mundial de Atletismo Sub-20 de 2018, en la prueba de 400 m.